# Brummanat al-Maszajich
Brummanat al-Maszajich (arab. برمانة المشايخ) – miasto w Syrii, w muhafazie Tartus. W 2004 roku liczyło 3666 mieszkańców.